# FK Baník Ratíškovice
Baník Ratíškovice ist ein tschechischer Fußballverein aus dem südmährischen Ratíškovice. Der Klub spielte von 1999 bis 2002 in der 2. tschechischen Liga. In der Saison 1999/00 erreichte Baník Ratíškovice das Finale des tschechischen Pokals.

## Vereinsgeschichte
Baník Ratíškovice wurde 1930 als DSK Ratíškovice gegründet. Erstmals überregional auf sich aufmerksam machte der Verein 1955, als die Junioren tschechoslowakischer Meister wurden. Dieser Generation gelang 1960 der Aufstieg in die 2. Liga, als Drittletzter der Gruppe B musste die Mannschaft jedoch umgehend wieder absteigen. Der Wiederaufstieg gelang 1963, allerdings stieg das Team mit nur zwei Saisonsiegen als Tabellenletzter ab.
In der Spielzeit 1998/99 stieg Baník Ratíškovice in die zweite tschechische Liga auf und erreichte auf Anhieb den dritten Platz.
Das folgende Spieljahr 1999/00 war das erfolgreichste in der Vereinsgeschichte. Neben dem dritten Rang in der 2. Liga kam Ratíškovice bis in das Endspiel des tschechischen Pokals. In der dritten Runde bezwang die Mannschaft den Erstligisten FK Drnovice, im Achtelfinale Chmel Blšany. Im Viertelfinale gewann Ratíškovice bei Viktoria Pilsen mit 2:1, im Halbfinale setzte sich der Zweitligist mit 3:0 gegen den FC Vítkovice durch. Das Endspiel fand am 3. Mai 2000 im Stadion Evžena Rošického statt, Baník Ratíškovice unterlag Slovan Liberec mit 1:2.
Danach ging es für den Verein rapide abwärts. Nach dem Abstieg aus der 2. Liga 2001/02 meldete sich Ratíškovice nur in der Divize an. Aber auch in der vierthöchsten Spielklasse reichte es nicht für den Klassenerhalt. Seit der Saison 2003/04 spielt die Mannschaft ununterbrochen im Přebor (Jihomoravský kraj), der fünfthöchsten Spielklasse.

## Trainer
- Vlastimil Palička (1999–2001)

## Spieler
- Michal Kordula (1986–1997) Jugend, (1997–2001) Spieler

## Vereinsnamen
- 1930–1945: DSK Ratíškovice
- 1945–1948: Ratíškovický SK
- 1948–1953: Sokol Ratíškovice
- 1953–1993: TJ Baník Ratíškovice
- 1993–1996: Kontakt Moravia Ratíškovice
- 1996–2002: SK Baník Ratíškovice
- 2002–heute: FK Baník Ratíškovice